# Marco Pašalić
Marco Pašalić (Karlsruhe, Njemačka, 14. rujna 2000.), hrvatski je nogometaš i reprezentativac. Trenutačno igra za Orlando City.
Marco Pašalić trenirao je u svom rodnom gradu kao junior u klubovima Karlsruher SC i SG Siemens Karlsruhe, kao i u mladim momčadima SV Sandhausen i TSG 1899 Hoffenheim.
U ljeto 2017. prešao je u mladu momčad Karlsruhera SC. Imao je probe u FC Bayern Münchenu i NK Osijeku, ali je potom prešao u drugu momčad VfB Stuttgarta, kako bi nastupao u regionalnoj ligi. Postigao je pet golova u nacionalnom kupu i sa svojom momčadi stigao do četvrtfinala. Zabio je samo jedan gol u ligi do ožujka 2020., kada je sezona otkazana zbog pandemije COVID-19. Stuttgart II bio je na 1. mjestu s najboljim prosjekom bodova i odmah se vratio u regionalnu ligu kao prvak.
U četvrtoj ligi sa Stuttgartom II, Pašalić je doživio bolji učinak i igrao redovno. Postigao je 8 golova uz 12 asistencija, čime je osvojio nekoliko važnih bodova za svoju momčad.
U ljeto 2021. prešao je u drugu momčad Borussije Dortmund, koja je upravo bili promovirana u 3. ligu kao zapadni prvak. Igrao je za prvu momčad u prijateljskim utakmicama. Nakon što je postigao dva gola u tri utakmice treće lige, trener Marco Rose pozvao ga je u prvu momčad za utakmicu DFL Superkupa; Pašalić je ušao kao zamjena u posljednjoj fazi poraza od 3:1 protiv prvaka FC Bayern Münchena. U 7. kolu, ozlijedio je sindesmozni ligament i izbivao je do kraja siječnja 2022. Nakon povratka, Pašalić je upisao šest kratkih nastupa prije nego što ga je ozljeda ramena ponovno izbacila iz stroja na nekoliko mjeseci. Zbog duljeg izostanka napadača Sébastiena Hallera i Jamieja Bynoe-Gittensa, Pašalića je u pretposljednjoj bundesligaškoj utakmici uoči zimske stanke kao zamjenu poslao Roseov nasljednik Edin Terzić.
U ljeto 2023. prelazi u HNK Rijeku u HNL-u gdje je ostaje do kraja siječnja 2025. godine kad prelazi u Orlando City SC.

## Reprezentativna karijera
U 2016. i 2017. odigrao je po jednu utakmicu za hrvatsku reprezentaciju do 17 godina. U kolovozu 2021. poziva ga Igor Bišćan s Josipom Stanišićem u sastav hrvatske reprezentacije do 21 godine za kvalifikacije za EP 2023. Sudjelovao je u obje utakmice protiv Danske i uspio se sa svojom momčadi plasirati na Europsko prvenstvo. 
Za seniorsku reprezentaciju debitirao je 18. studenog 2023. u kvalifikacijskoj utakmici za Europsko prvenstvo 2024. protiv Latvije gdje je Hrvatska slavila s 2:0. Svoj prvijenac postigao je 3. lipnja 2024. u utakmici protiv Sjeverne Makedonije u prijateljskoj utakmici gdje je Hrvatska slavila s 3:0.

## Vanjske poveznice
- Marco Pašalić, Hrvatski nogometni savez
- Marco Pašalić, Transfermarkt (engl.)